# Hattem
Hattem este o comună și o localitate în provincia Gelderland, Țările de Jos. 